# Ештабула (Огайо)
Ештабула (англ. Ashtabula) — місто (англ. city) в США, в окрузі Ештабула штату Огайо. Населення — 17 975 осіб (2020).

## Географія
Ештабула розташована за координатами 41°52′53″ пн. ш. 80°47′57″ зх. д. / 41.88139° пн. ш. 80.79917° зх. д. (41.881408, -80.799226).  За даними Бюро перепису населення США в 2010 році місто мало площу 20,48 км², з яких 20,03 км² — суходіл та 0,44 км² — водойми.

## Демографія
Згідно з переписом 2010 року, у місті мешкали 19 124 особи в 7746 домогосподарствах у складі 4724 родин. Густота населення становила 934 особи/км².  Було 9087 помешкань (444/км²).
Расовий склад населення:
| - 82,0 % — білих - 8,9 % — чорних або афроамериканців - 0,4 % — корінних американців - 0,3 % — азіатів - 3,3 % — осіб інших рас |

До двох чи більше рас належало 5,0 %. Частка іспаномовних становила 9,3 % від усіх жителів.
За віковим діапазоном населення розподілялося таким чином: 26,4 % — особи молодші 18 років, 58,9 % — особи у віці 18—64 років, 14,7 % — особи у віці 65 років та старші. Медіана віку мешканця становила 37,0 року. На 100 осіб жіночої статі у місті припадало 90,9 чоловіків;  на 100 жінок у віці від 18 років та старших — 87,1 чоловіків також старших 18 років.
Середній дохід на одне домашнє господарство  становив 37 451 долар США (медіана — 28 265), а середній дохід на одну сім'ю — 44 867 доларів (медіана — 35 253). Медіана доходів становила 37 051 долар для чоловіків та 29 984 долари для жінок. За межею бідності перебувало 34,8 % осіб, у тому числі 51,2 % дітей у віці до 18 років та 16,2 % осіб у віці 65 років та старших.
Цивільне працевлаштоване населення становило 6417 осіб. Основні галузі зайнятості: освіта, охорона здоров'я та соціальна допомога — 25,5 %, виробництво — 23,4 %, роздрібна торгівля — 11,1 %, мистецтво, розваги та відпочинок — 10,9 %.